# ヘンリー・ヒル

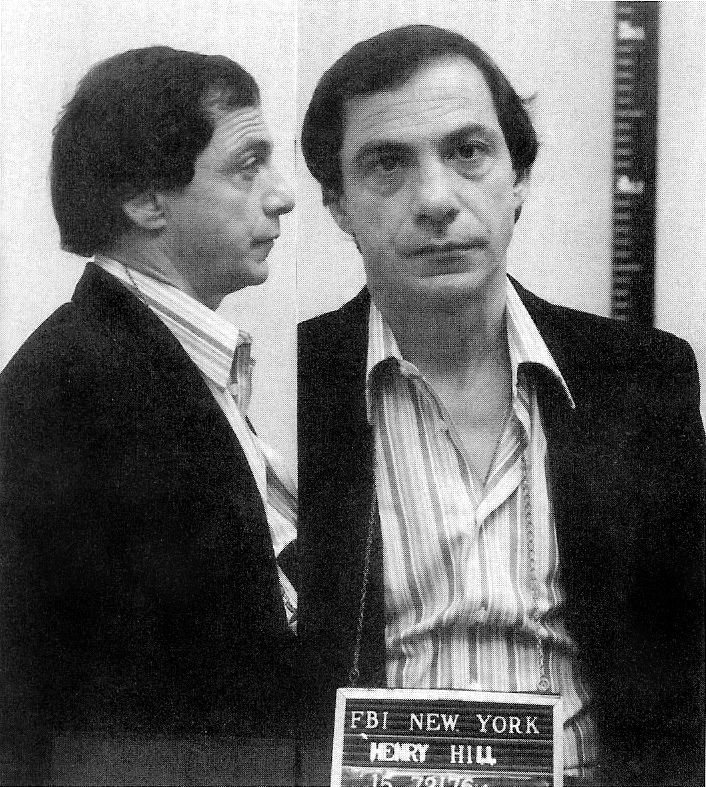
ヘンリー・ヒル（1980年逮捕時のマグショット）

ヘンリー・ヒル（Henry Hill、1943年6月11日 - 2012年6月12日）はアメリカのギャングスター。11歳にしてタクシーの配車センターでマフィアの使い走りをはじめ、その後あらゆる犯罪に手を染めた。

## 人物概要
母親のカルメラ・コスタ・ヒルはシチリア出身、父親のヘンリー・ヒル・シニアは12歳の時にアイルランドからアメリカへ移民してきて、その時すでに父親が亡くなっていたので彼一人で母と3人の弟の面倒を見てきた。彼に言わせれば、アメリカの子供は甘えていた。ヘンリー・ヒルには4人の姉、2人の弟がいた。
12歳でルッケーゼ一家のポーリー・ヴァリオや彼の兄弟の使い走りになり、シチリア人の血が半分入っていたために彼に気に入られる（あくまでヒルは準構成員に留まり、正式なマフィア構成員にはなれなかった）。この頃すでに自分で使えきれないほど金を稼いでいた。13歳の時にはナンバーズ賭博券や爆薬を売ったりしていた。ヴァリオの一味がやっている賭博業も手伝うようになる。この頃には学校にもほとんど行っていなかった。
16歳のときに盗品のクレジットカードを使ったことで初めて逮捕される。警察にはカードのことや仲間のことは一切言わなかった。そのため裁判が終わったときヴァリオ一味はヒルを祝福した。この事件では6ヶ月の執行猶予ですんだ。その後も偽クレジットカードを使い買い物をしたりした。当時はコンピュータなどなかったから偽造カードとはすぐにばれず、捕まる心配などしなかった。他に煙草の密売も行っていた。市販店より安く売ったので飛ぶように売れたという。盗難車の販売もやった。
22歳のときにユダヤ系のカレン・フリードマンと結婚する。お互いの両親が反対したが2人で入籍した。このときカレンはヒルがギャングとは知らず仕事も何をしているか知らなかったという。
1966年23歳の頃から強奪を始める。24歳の時にはノミ屋も始める。26歳の時には相当な稼ぎがあり、ブリオーニ（Brioni）のスーツを15着、プラチナや金の時計、ネックレスなど好きに身につけ、愛人には高価なプレゼントを贈っていた。
1972年に暴力事件を起こし、恐喝罪で10年の刑を受ける。裁判の後、上訴したりして刑務所に入るまで2年近くかかりその間にどの刑務所が楽か調べていた。ペンシルベニア州にあるルイスバーグ連邦刑務所に入る。そこには脱税で捕まっていたボスのポーリーもいた。ギャングは看守を買収していたので他の囚人とは別で好きに生活していた。ヒルはこの刑務所で麻薬の売人もやっていた。当時この刑務所ではLSDやマリファナが流行っていた。ポーリーは薬に反対していたので、彼には薬取引などやっていないと嘘をついていた。面会に来た妻に持ってこさせたりしていた。1978年7月12日に出所する。出所してから精力的に麻薬取引を始め、銃の密売もやる。他に、盗難宝石の売買、スポーツの八百長試合などにも関与した。
1978年にジミー・バークたちとルフトハンザ強奪事件（Lufthansa heist）の計画を立て成功させる。
刑務所から出てから自分の家の庭仕事を手伝っている少年に麻薬の運び屋をやらせるが、後に彼が警察に捕まり情報を提供してしまう。電話も盗聴されており、情報が警察に渡っていた。彼は電話で取引の話をするとき、麻薬の代わりに宝石の名前を使っていたが、捜査員にはすぐに解読された。
麻薬で捕まったことで、麻薬取引を禁止していたボスのポーリーに見捨てられ彼の一家から破門された。ポーリーはヒル（当時拘置所にいた）の妻のカレンに餞別として3000ドルを渡した。その時ポーリーは泣いていたという。
拘置所での取り調べの間、FBI捜査官はヒルに対し、ルフトハンザ強奪事件に関わって殺された大勢の人間の死体写真を見せて「ここを出たらお前の命もない」「実刑を受ければ25年ないし終身刑の可能性がある」等の文句でプレッシャーを与え続けた。実際にこの頃には、一家を破門されてはいるものの、かつての仲間から「情報を知りすぎている危険人物」と見なされ、命を狙われるようになっていた。その後、妻とその母に1万ドルの保釈金を用意してもらい刑務所を出た。しかし、すぐに今度はルフトハンザ事件で捕まった。今度は一生刑務所暮らしか、FBIと取引するかどちらかしかなかった。
1980年5月27日にアメリカ合衆国司法省組織犯罪撲滅班と取引し、妻と子と共に証人保護制度に入った。そして、裁判でこれまで犯した犯罪について証言した。そのためかつての仕事仲間は有罪を受けた。
出所後の1987年にはシアトルで麻薬取引の容疑で逮捕されたが、2005年に冤罪と認められて無罪判決を受ける。その間の1989年にカレンと離婚。
その後、ヒルは名前を変えてカリフォルニアのマリブに住んだ。2009年にイタリア系の婚約者と再婚予定だった。2つのレストランを経営していた。
ヘンリー・ヒルの波乱万丈の人生は小説『ワイズガイ』、そしてこの作品を原案にした映画『グッドフェローズ』で知られるようになった。
2012年6月12日、ロサンゼルスの病院で病死。69歳没。